# Górki (Kłobuck)
Pour les articles homonymes, voir Górki.
Górki est une localité polonaise de la gmina de Przystajń, située dans le powiat de Kłobuck en voïvodie de Silésie.